# Collegio uninominale Piemonte - 07
Il collegio elettorale uninominale Piemonte - 07 è stato un collegio elettorale uninominale della Repubblica Italiana per l'elezione del Senato tra il 2017 ed il 2022.

## Territorio
Come previsto dalla legge elettorale italiana del 2017, il collegio era stato definito tramite decreto legislativo all'interno della circoscrizione Piemonte.
Era formato dal territorio di 246 comuni: Acqui Terme, Agliano Terme, Albera Ligure, Albugnano, Alessandria, Alice Bel Colle, Alluvioni Cambiò, Alzano Scrivia, Antignano, Aramengo, Arquata Scrivia, Asti, Avolasca, Azzano d'Asti, Baldichieri d'Asti, Basaluzzo, Belforte Monferrato, Belveglio, Berzano di San Pietro, Berzano di Tortona, Bistagno, Borghetto di Borbera, Borgoratto Alessandrino, Bosco Marengo, Bosio, Brignano-Frascata, Bruno, Bubbio, Buttigliera d'Asti, Cabella Ligure, Calamandrana, Calliano, Calosso, Camerano Casasco, Canelli, Cantalupo Ligure, Cantarana, Capriata d'Orba, Capriglio, Carbonara Scrivia, Carezzano, Carpeneto, Carrega Ligure, Carrosio, Cartosio, Casal Cermelli, Casaleggio Boiro, Casalnoceto, Casasco, Casorzo, Cassano Spinola, Cassinasco, Cassine, Cassinelle, Castagnole delle Lanze, Castagnole Monferrato, Castel Boglione, Castel Rocchero, Castell'Alfero, Castellania, Castellar Guidobono, Castellazzo Bormida, Castellero, Castelletto d'Erro, Castelletto d'Orba, Castelletto Molina, Castello di Annone, Castelnuovo Belbo, Castelnuovo Bormida, Castelnuovo Calcea, Castelnuovo Don Bosco, Castelnuovo Scrivia, Castelspina, Cavatore, Cellarengo, Celle Enomondo, Cerreto d'Asti, Cerreto Grue, Cerro Tanaro, Cessole, Chiusano d'Asti, Cinaglio, Cisterna d'Asti, Coazzolo, Cocconato, Corsione, Cortandone, Cortanze, Cortazzone, Cortiglione, Cossombrato, Costa Vescovato, Costigliole d'Asti, Cremolino, Cunico, Denice, Dernice, Dusino San Michele, Fabbrica Curone, Ferrere, Fontanile, Fraconalto, Francavilla Bisio, Frascaro, Fresonara, Frinco, Frugarolo, Gamalero, Garbagna, Gavazzana, Gavi, Grana Monferrato, Grazzano Badoglio, Gremiasco, Grognardo, Grondona, Guazzora, Incisa Scapaccino, Isola d'Asti, Isola Sant'Antonio, Lerma, Loazzolo, Malvicino, Maranzana, Maretto, Melazzo, Merana, Moasca, Molare, Molino dei Torti, Mombaldone, Mombaruzzo, Mombercelli, Momperone, Monale, Monastero Bormida, Moncalvo, Moncucco Torinese, Mongardino, Mongiardino Ligure, Monleale, Montabone, Montacuto, Montafia, Montaldeo, Montaldo Bormida, Montaldo Scarampi, Montecastello, Montechiaro d'Acqui, Montechiaro d'Asti, Montegioco, Montegrosso d'Asti, Montemagno, Montemarzino, Montiglio Monferrato, Moransengo, Morbello, Mornese, Morsasco, Nizza Monferrato, Novi Ligure, Olmo Gentile, Orsara Bormida, Ovada, Paderna, Pareto, Parodi Ligure, Passerano Marmorito, Pasturana, Penango, Piea, Pietra Marazzi, Pino d'Asti, Piovà Massaia, Piovera, Pontecurone, Ponti, Ponzone, Portacomaro, Pozzol Groppo, Pozzolo Formigaro, Prasco, Predosa, Quaranti, Refrancore, Revigliasco d'Asti, Ricaldone, Rivalta Bormida, Roatto, Robella, Rocca d'Arazzo, Rocca Grimalda, Roccaforte Ligure, Roccaverano, Rocchetta Ligure, Rocchetta Palafea, Rocchetta Tanaro, Sale, San Cristoforo, San Damiano d'Asti, San Giorgio Scarampi, San Martino Alfieri, San Marzano Oliveto, San Paolo Solbrito, San Sebastiano Curone, Sant'Agata Fossili, Sardigliano, Sarezzano, Scurzolengo, Serole, Serravalle Scrivia, Sessame, Settime, Sezzadio, Silvano d'Orba, Soglio, Spigno Monferrato, Spineto Scrivia, Stazzano, Strevi, Tagliolo Monferrato, Tassarolo, Terzo, Tigliole, Tonco, Tonengo, Tortona, Trisobbio, Vaglio Serra, Valfenera, Vesime, Viale, Viarigi, Vigliano d'Asti, Vignole Borbera, Viguzzolo, Villa San Secondo, Villafranca d'Asti, Villalvernia, Villanova d'Asti, Villaromagnano, Vinchio, Visone, Volpedo, Volpeglino, Voltaggio.
Il collegio era parte del collegio plurinominale Piemonte - 02.

## Eletti
| Elezione | Elezione | Senatore                 | Partito      |
| -------- | -------- | ------------------------ | ------------ |
|          | 2018     | Massimo Vittorio Berutti | Forza Italia |

## Dati elettorali

### XVIII legislatura
Come previsto dalla legge elettorale, 116 senatori erano eletti con sistema a maggioranza relativa in altrettanti collegi uninominali a turno unico.
| Candidati              | Candidati                          | Voti    | %     | Liste                    | Voti    | %     |
| ---------------------- | ---------------------------------- | ------- | ----- | ------------------------ | ------- | ----- |
|                        | Massimo Vittorio Berutti ✔️ Eletto | 119 597 | 45,22 | Lega                     | 68 262  | 25,81 |
| Forza Italia           | Massimo Vittorio Berutti ✔️ Eletto | 119 597 | 45,22 | 40 061                   | 15,15   |       |
| Fratelli d'Italia      | Massimo Vittorio Berutti ✔️ Eletto | 119 597 | 45,22 | 9 411                    | 3,56    |       |
| Noi con l'Italia - UDC | Massimo Vittorio Berutti ✔️ Eletto | 119 597 | 45,22 | 1 863                    | 0,70    |       |
|                        | Antonella Scagnetti                | 69 141  | 26,14 | Movimento 5 Stelle       | 69 141  | 26,14 |
|                        | Daniele Gaetano Borioli            | 57 817  | 21,86 | Partito Democratico      | 48 840  | 18,47 |
| +Europa                | Daniele Gaetano Borioli            | 57 817  | 21,86 | 6 958                    | 2,63    |       |
| Civica Popolare        | Daniele Gaetano Borioli            | 57 817  | 21,86 | 1 184                    | 0,45    |       |
| Italia Europa Insieme  | Daniele Gaetano Borioli            | 57 817  | 21,86 | 835                      | 0,32    |       |
|                        | Nerina Dirindin                    | 8 903   | 3,37  | Liberi e Uguali          | 8 903   | 3,37  |
|                        | Orazio Barabino                    | 2 439   | 0,92  | CasaPound                | 2 439   | 0,92  |
|                        | Gian Emilio Varni                  | 2 368   | 0,90  | Potere al Popolo!        | 2 368   | 0,90  |
|                        | Vincenzo Santangelo                | 1 397   | 0,53  | Italia agli Italiani     | 1 397   | 0,53  |
|                        | Girolamo Mazzola                   | 1 171   | 0,44  | Il Popolo della Famiglia | 1 171   | 0,44  |
|                        | Riccardo Foti                      | 722     | 0,27  | Partito Valore Umano     | 722     | 0,27  |
|                        | Matteo Pozzi                       | 663     | 0,25  | Grande Nord              | 663     | 0,25  |
|                        | Fabio Garaventa                    | 257     | 0,10  | PRI - ALA                | 257     | 0,10  |
| Totale                 | Totale                             | 264 475 | 100   |                          | 264 475 | 100   |
|                        |                                    |         |       |                          |         |       |
| Voti non validi        | Voti non validi                    | 9 456   | 3,45  |                          |         |       |
| Votanti                | Votanti                            | 273 931 | 72,40 |                          |         |       |
| Elettori               | Elettori                           | 378 371 |       |                          |         |       |